# Jüdischer Friedhof (Borgholzhausen)

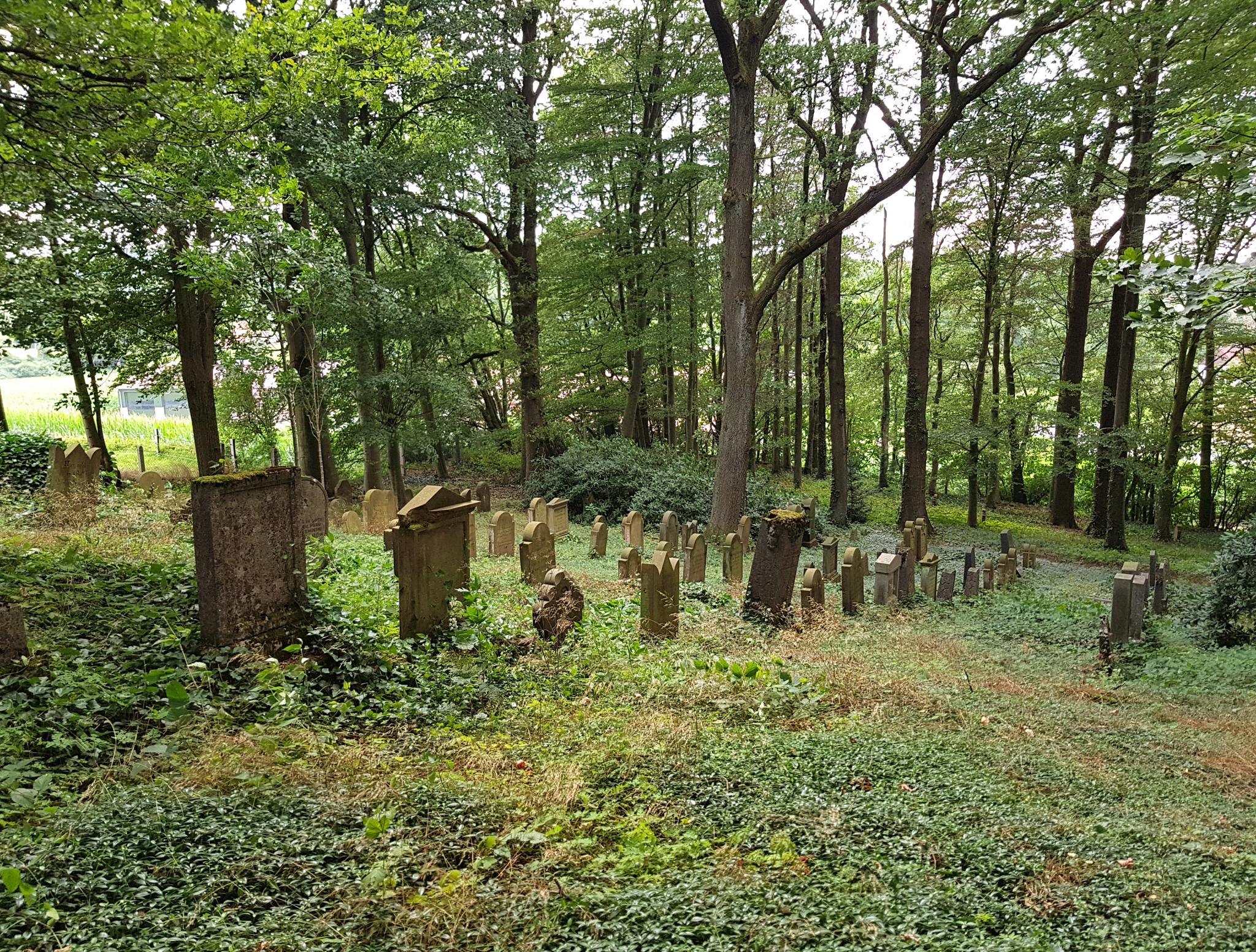
Jüdischer Friedhof Borgholzhausen

Der Jüdische Friedhof Borgholzhausen ist ein jüdischer Friedhof in der ostwestfälischen Stadt Borgholzhausen im Kreis Gütersloh in Nordrhein-Westfalen.
Der Friedhof liegt rund zwei Kilometer westlich der Stadtmitte an der Bahnhofstraße (L785) am Südhang des Nollbrinks. Er dürfte bereits 1750 als gemeinsamer Begräbnisplatz der Synagogengemeinden in Borgholzhausen und Versmold angelegt worden sein, die zuvor ihre Verstorbenen auf dem jüdischen Friedhof Bielefeld bestattet hatten. In einer Flurkarte von 1872 ist der Friedhof als Flurstück „Judenkirchhof“ eingezeichnet, das sich spätestens seit 1877 im Eigentum der Borgholzhausener Synagogengemeinde befunden haben dürfte. Die 127 erhaltenen Grabsteine sind auf der Ostseite hebräisch und auf der Westseite teilweise auch deutsch beschriftet. Wegen fortschreitender Verwitterung sind die Inschriften teilweise kaum noch lesbar. Mit der Bestattung der Versmolder Jüdin Regina Spiegel endete 1937 die Belegung des Friedhofes.
Seit 1986 ist der Friedhof unter Nr. 2 in die Liste der Baudenkmäler in Borgholzhausen eingetragen.